# Ligia Kurasiewicz
Ligia Kurasiewicz (ur. 2 stycznia 1929 w Szczercowie, zm. 9 marca 2012 w Sandomierzu) – nauczycielka, działaczka opozycyjna. W latach 1950–1953 studiowała w Wyższej Szkole Pedagogicznej w Łodzi, magisterium uzyskała w Wyższej Szkole Pedagogicznej w Krakowie w 1975 roku. W latach 1953–1988 była nauczycielką w II Liceum Ogólnokształcącym w Sandomierzu. W latach 1953–1980 członek Związku Nauczycielstwa Polskiego. W latach 1969–1980 należała do PZPR. Od 1980 roku w „Solidarności”. Pełniła funkcję sekretarz Międzyszkolnej Komisji Pracowników Oświaty i Wychowania „S” w Sandomierzu. 13 maja 1982 została internowana w Ośrodku Odosobnienia dla Internowanych Kobiet w Gołdapi, skąd została zwolniona w lipcu 1982 roku. Kolporterka wydawnictw niezależnych i w związku ze swą działalnością zwolniona z pracy. Przywrócona na stanowisko nauczyciela w II LO po wyroku rzeszowskiego Sądu Pracy, w styczniu 1983 roku. W 1989 roku współzałożycielka Komitetu Obywatelskiego „Solidarność” w Sandomierzu.